# Дубский, Иван
Иван Дубский (чеш. Ivan Dubský, 3 сентября 1926[…], Прага[…] — 17 мая 2023) — чешский философ и педагог. Он был знатоком творчества Яна Паточки и Мартина Хайдеггера, а также посвятил себя Ф. Ницше, марксизму и интерпретации произведений искусства. 
Он окончил Философский факультет Карлова университета, где затем получил докторскую степень, защитив в 1951 году диссертацию о критике Марксом понятия труда у Гегеля и в английской классической экономике. Преподавал ассистентом историю философии в тогдашнем Университете политических и экономических наук, затем с 1953 года перешёл в Кабинет философии Чехословацкой академии наук, где сначала работал на кафедре истории чешской философии (в 1958 году защитил кандидатскую диссертацию об идеологии чешской социал-демократии до 1888 года), затем на кафедре современной западной философии. Преподавал ассистентом историю философии в тогдашнем Университете политических и экономических наук, затем работал в Кабинете философии Чехословацкой академии наук. 
Он дважды терял работу во время нормализации (был принят обратно на факультет искусств Чехословацкой академии наук по краткосрочным контрактам и окончательно уволен в 1974 году), в 1975–1989 годах находился на пенсии по инвалидности и смог снова работать в сфере образования только после падения коммунистического режима. В период нормализации подписал Хартию 77. 